# Juan Carlos Fulgencio Tejedor
Juan Carlos Fulgencio Tejedor (Bilbao, 10 de maig de 1960) és un funcionari i polític valencià d'origen basc, Delegat del Govern al País Valencià des de juny de 2018.
Llicenciat en Dret per la Universitat de València i en Ciències Polítiques per la Universitat Oberta de Catalunya, s'ha especialitzat en drets i llibertats, recerca criminal i drogues a Espanya. Afiliat al PSPV-PSOE el 1983, de 1987 a 2000 fou funcionari de l'ajuntament de Montcada (Horta Nord) i des del 2000 ho és del de València, on és cap intendent de recursos humans de la Policia Local de València. Del 1993 al 2004 ha estat professor a l'Institut Valencià de Seguretat Pública i Emergències (Ivaspe), i ha fet ponències pel Pla Nacional sobre Drogues.
De 2012 a 2018 ha estat secretari general de l'associació del PSPV a Montcada i des de 2018 secretari general del PSPV a l'Horta Nord. Considerat home de confiança de José Luis Ábalos Meco, el juny de 2018 fou nomenat Delegat del Govern al País Valencià.